# Egeu Septentrional
L'Egeu Septentrional (en grec Βορείου Αιγαίου, Borio Egeo) és una de les 13 perifèries o regions de Grècia. Està situada al nord-est del país i la componen diverses illes del mar Egeu. La seva capital és Mitilene, situada a l'illa de Lesbos.